# Valley (Alabama)
Pour les articles homonymes, voir Valley.
Valley est une ville du comté de Chambers, située dans l'État d'Alabama, aux États-Unis. Sa population est de 9 524 habitants au recensement de 2010.

## Personnalités
Jennifer Chandler (1959-), championne olympique de plongeon, y est née.
| 1990  | 2000  | 2010  | - |
| ----- | ----- | ----- | - |
| 8 173 | 9 198 | 9 524 | - |